# Латиница (ТВ емисија)
Латиница је био хрватски телевизијски ток шоу који се емитовао од 1993. године. Име је добила по свом водитељу Денису Латину. Емитовала се на ХРТ, с тим што је 1997. кратко време била емитована на приватној телевизијској кући Мрежа. Позната је по томе што су поједине емисије биле забрањиване због непоћудних (непогодних) тема или објављивања садржаја којег су хрватске власти сматрале проблематичним.
У јануару 2011. управа ХРТ објавила је да се емисија Латиница неће више снимати, а последња епизода емитована је 17. јануара 2011. године.